# Gutsanlage Groß Behnitz

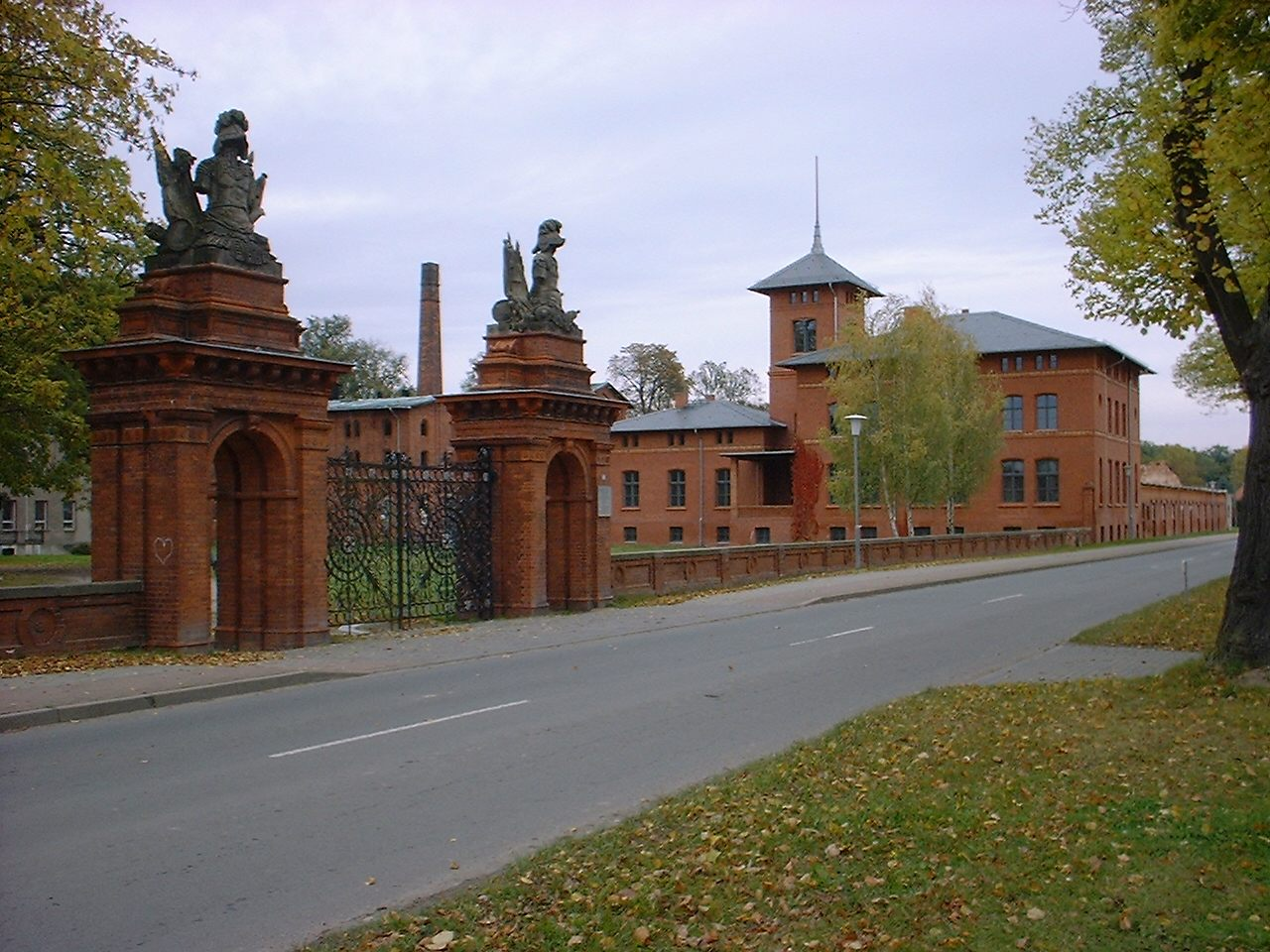
Gutsanlage in Groß Behnitz, Ansicht mit Blick auf die Toranlage und das ehemalige Inspektorenhaus

Die Gutsanlage Groß Behnitz in Groß Behnitz, Ortsteil der Stadt Nauen im brandenburgischen Landkreis Havelland, war lange Zeit im Besitz der Unternehmerfamilie Borsig und beherbergt heute unter anderem ein Tagungshotel mit dem Namen Landgut Stober. Ein Großteil der erhaltenen historischen Gebäude sowie der am nahen Groß Behnitzer See gelegene Gutspark sind denkmalgeschützt. Eine Besonderheit stellt auch die Toranlage der Gutsanlage an der Behnitzer Dorfstraße dar, welche von zwei Sandstein-Trophäen geschmückt wird, die ursprünglich zum Oranienburger Tor in Berlin gehörten.

## Lage
Die Gutsanlage liegt rund dreißig Kilometer Luftlinie westlich der Berliner Stadtgrenze im Ortskern von Groß Behnitz und erstreckt sich dort etwa 200 Meter entlang der nördlichen Seite der Behnitzer Dorfstraße. Unter Denkmalschutz stehen die Gebäude mit den Hausnummern 19, 21, 23, 23a, 25, 29, 31, 37 und 39. Ebenfalls denkmalgeschützt ist auch der danebenliegende Gutspark, der wiederum durch den Groß Behnitzer See begrenzt wird.

## Geschichte

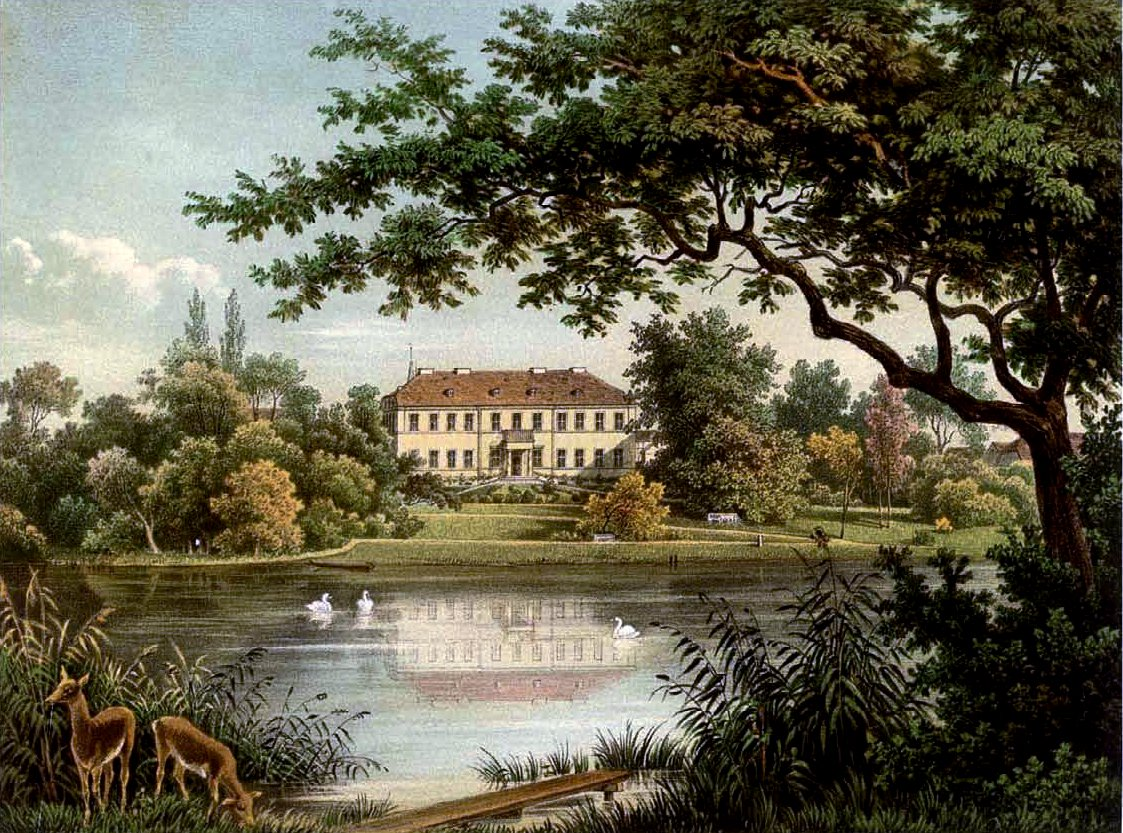
Das Gut Groß Behnitz im 19. Jahrhundert, Lithografie aus Sammlung von Alexander Duncker

### Anfänge
Das Rittergut Groß Behnitz gelangte mit dem Generalleutnant August Friedrich von Itzenplitz an dessen Familie, nachdem er Charlotte Sophie von Gersdorff geehelicht hatte, deren Vater David Gottlob von Gersdorf wiederum 1717 in den Besitz des Gutes gelangt war. Nach dem Tod des August Friedrich von Itzenplitz im Jahr 1759 übernahm sein Sohn Friedrich Wilhelm Gottfried von Itzenplitz den Besitz. Nachdem dieser wiederum nur 32-jährig im Jahr 1772 verstorben war, war sein einziger Sohn Peter Alexander von Itzenplitz mit einem Alter von etwa vier Jahren noch zu jung, um den Besitz zu übernehmen. Daraufhin wurden die geerbten Güter zunächst verpachtet. Nach seiner Heirat mit Henriette Charlotte von Borcke unternahm er gemeinsam mit ihr eine Bildungsreise nach England und studierte vor allem die dortigen landwirtschaftlichen Verhältnisse. Die dort gemachten Erfahrungen wurden auch zum Vorbild für die Bewirtschaftung der eigenen Güter.
Während seiner Zeit als Landrat des havelländischen Landkreises von 1794 bis 1804, ließ er um 1800 am Groß Behnitzer See neben einem Gutspark ein Herrenhaus errichten, welches heute nicht mehr erhalten ist. Zur gleichen Zeit ließ Peter Alexander von Itzenplitz auch die Vorwerke Heineberg und Friedrichshof anlegen. Das zweistöckige Gutshaus, das von einem Walmdach bedeckt wurde, war zwar schlicht gestaltet, aber dennoch von nicht unerheblicher Größe. Dort sind auch Zusammenkünfte des Landrats mit Gelehrten wie Albrecht Daniel Thaer, Friedrich Carl von Savigny und Achim von Arnim belegt. Nach dem Tod von Itzenplitz’ wurde das Gut zunächst von seinen Nachfahren bewirtschaftet, die allerdings Misswirtschaft betrieben und sich verschuldeten, sodass das Gut nicht länger gehalten werden konnte.

### Besitz der Familie Borsig
1866 kaufte der Unternehmer Albert Borsig, Sohn des Gründers der Borsig-Werke August Borsig, die Gutsanlage für 450.000 Taler. In diesem und dem darauffolgenden Jahrzehnt wurde das Gut erheblich ausgebaut und entwickelte sich zu einem Mustergut. Die landwirtschaftlichen Erzeugnisse wurden in den Werkskantinen der Borsig-Werke verarbeitet. Von 1869 bis 1870 wurden das von Itzenplitz errichtete Herrenhaus umgestaltet. Es wurden zudem zahlreiche neue Gebäude errichtet, darunter das Inspektorenhaus, ein Logierhaus, eine Brennerei sowie mehrere Wirtschaftsgebäude wie Scheunen, Speicher, Ställe und Remisen. Der Betrieb wurde mit modernsten Methoden und neuster Technik geführt.
Von 1871 bis 1872 wurde die markante, an der Behnitzer Dorfstraße befindliche Toranlage errichtet, die von zwei Sandstein-Trophäen des ehemaligen Oranienburger Tores in Berlin geschmückt wird. Diese rettete Albert Borsig, als das Tor im Jahr 1867 abgebrochen wurde, und ließ sie nach Groß Behnitz bringen.
Ab 1894 führten Albert Borsigs Söhne Ernst Borsig und Conrad Borsig das Gut. Später wurde Ernst alleiniger Verwalter der Behnitzer Güter, während Conrad sich auf sein Gut in Prillwitz in Pommern zurückzog. Nach dem Tod Ernst von Borsigs bewirtschaftete dessen gleichnamiger Sohn Ernst von Borsig junior ab 1933 die Güter.
Ernst junior wurde während der Zeit des Nationalsozialismus Mitglied der Widerstandsgruppe Kreisauer Kreis. Diese tagte auch mehrere Male auf der Gutsanlage. Bei einer ersten Zusammenkunft vom 10. bis 12. Oktober 1941 tauschten sich Ernst von Borsig und seine Frau Barbara mit Helmuth James Graf von Moltke und seiner Frau Freya von Moltke, Peter Graf Yorck von Wartenburg und seiner Frau Marion Gräfin Yorck von Wartenburg, Adam von Trott zu Solz und seiner Frau Clarita von Trott zu Solz sowie Botho von Wussow und seiner Frau Mary aus. An weiteren agrarpolitischen Tagungen nahmen auch Friedrich Christiansen-Weniger, Hans Schlange-Schöningen, Constantin von Dietze, Horst von Einsiedel, Hans Krüger und Friedrich Karl von Zitzewitz-Muttrin teil. Während viele der Mitglieder des Kreises hingerichtet wurden, erlebte Ernst Borsig das Ende des Krieges. Im April 1945 wurde Groß Behnitz von der roten Armee eingenommen. Wenig später wurde Borsig von den Sowjets festgenommen und zunächst in Weesow, später in Landsberg an der Warthe interniert. Dort starb er wohl im September 1945, woraufhin die Zeit der Familie Borsig auf dem Gut mit der Enteignung der Besitzungen endete.

### Sowjetische Besatzung und DDR-Zeit
Am 24. Mai 1947 brach im Dachstuhl des von Itzenplitz errichteten Herrenhauses ein Brand aus, der aber nur einen geringen Schaden anrichtete. Dennoch wurde das Gebäude im September 1948 abgerissen. Die Gutsanlage wurde später von der Landwirtschaftlichen Produktionsgenossenschaft (LPG) Bundschuh genutzt. Im Logierhaus war zu dieser Zeit eine Kindertagesstätte untergebracht.

### Sanierung und Namensstreit
Nach der Wende und Auflösung der LPG waren die Gebäude der Gutsanlage zunächst größtenteils ungenutzt und dem Verfall preisgegeben. Ein Mitglied der Familie Borsig, das als Kind noch selbst auf dem Gut gelebt hatte, bemühte sich erfolglos um eine Rückgabe des Familienbesitzes. Im Jahr 2000 erwarb der Unternehmer Michael Stober das Gelände von der Treuhandanstalt für 110.000 Mark. Dieser errichtete einen Hotel-Betrieb für Tagungen, Veranstaltungen und private Feiern und investierte eine Summe von rund 30 Millionen Euro, davon rund acht Millionen Euro Fördergelder. In der Folgezeit entbrannte ein Streit zwischen Stober und einem Nachfahren der Familie Borsig um die Benennung des nun Landgut Borsig genannten Guts. Stober argumentierte, der Name Borsig sei repräsentativer und werbewirksamer, da er in der Bevölkerung um ein Vielfaches bekannter sei als der Ortsname Groß Behnitz. Der Nachfahre dementierte und empfinde die Verwendung seines Familiennamens als Missbrauch: Stober wirke nicht in der Tradition seiner Familie. Zudem sei stets der Name Gut Groß Behnitz geläufig gewesen und das Gut habe nie den Namen der Familie Borsig getragen.
Im Jahr 2009 untersagte das Berliner Kammergericht die weitere Verwendung des Namens Borsig. Zur Umgehung des Verbots wurde der Betrieb zunächst in Landgut A. Borsig umbenannt, nach Albert Borsig, dessen Name nicht geschützt war. Nach einem mehrjährigen Gerichtsverfahren, das in letzter Instanz am Bundesgerichtshof geführt wurde, wurde auch die Nutzung dieses Namens untersagt. Daraufhin wurde der Betrieb 2015 in Landgut Stober, nach dem Namen des Betreibers, umbenannt.
Die bestehenden Gebäude wurden mit der Zeit saniert, neue Gebäude errichtet. 2012 wurde der bestehende Hotelbetrieb als das erste Bio-Hotel der Region Berlin/Brandenburg zertifiziert. Für Tagungen stehen mehrere Tagungsräume für bis zu 750 Personen zur Verfügung. Insgesamt können dort auf rund 30.000 Quadratmetern Fläche Hochzeiten, Veranstaltungen oder Events mit bis zu 3.000 Teilnehmern durchgeführt werden. 2020 wurde ein dreigeschossiger, 87 Meter langer und zwölf Meter breiter Anbau entlang der Behnitzer Dorfstraße errichtet, der die Kapazitäten des Biohotels um 170 Zimmer auf insgesamt über 300 erweiterte.

## Denkmalschutz

### Gutspark und Naturdenkmale

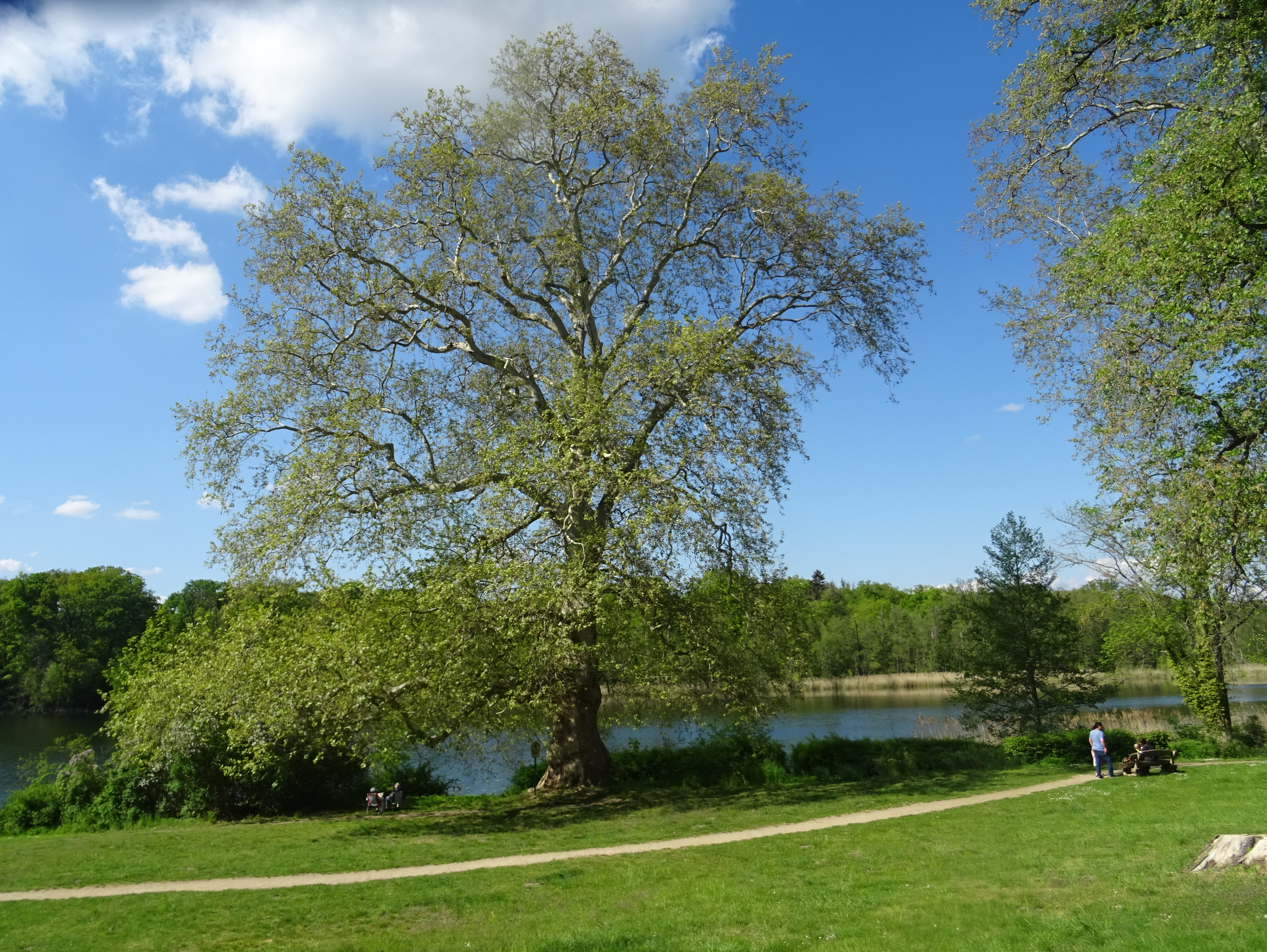
Gutspark am Groß Behnitzer See

Der Gutspark kann in die Itzenplitzsche Zeit um 1800 datiert werden und steht als Gesamtanlage unter Denkmalschutz. Auf der Gutsanlage sind zudem mehrere Naturdenkmäler ausgewiesen, darunter mehrere markante Platanen am Groß Behnitzer See sowie eine schätzungsweise mehr als 200 Jahre alte Eiche („Landguteiche“) auf der Zufahrt des Logierhauses.

### Gebäude
Beim überwiegenden Teil der denkmalgeschützten Gebäude handelt es sich um Gebäude im Stile der Schinkel-Schule, mit roten Ziegeln verblendet und mit Terrakotta verziert. Diese stammen aus der Zeit der Inbesitznahme des Guts durch die Familie Borsig, also Ende der 1860er-Jahre bis Anfang der 1870er-Jahre. Um den Turm des Inspektorenhauses (1875–1876) gruppieren sich mehrere Gebäudeteile. Der Komplex knüpft damit an die Formen italienischer Landgebäude an.
In ähnlicher Gestalt zeigen sich die Brennerei (1868) sowie diverse Wirtschaftsgebäude wie Ställe, Speicher, Scheunen und Werkstätten. Westlich schließt das ehemalige Kutscherhaus die Gutsanlage ab. Dieses gehört jedoch nicht zum heutigen Landgut Stober. Das verputzte und mit Stuck dekorierte, weiße Logierhaus von 1876 sticht im Vergleich heraus. Es orientierte sich in seiner Gestalt wohl an dem 1948 abgerissenen Herrenhaus. Die erhaltenen Fundamentreste des Herrenhauses markieren den ehemaligen Standort. Um 1919 erfolgte am östlichen Rand der Gutsanlage der Bau einer Schmiede und weiterer Wirtschaftsgebäude nach Plänen des Architekten Eugen Schmohl, der zuvor schon mehrere Bauprojekte für die Familie Borsig realisierte (die Borsig-Villa Reiherwerder, den „Borsig-Turm“ in Berlin-Tegel) und später auch am Umbau der Dorfkirche Groß Behnitz gegenüber der Gutsanlage sowie der Gestaltung der dort befindlichen Erbbegräbnisstätte der Familie Borsig beteiligt war. Die von Schmohl errichteten Gebäude gehören nur teilweise zum Landgut Stober.

Außenaufnahmen
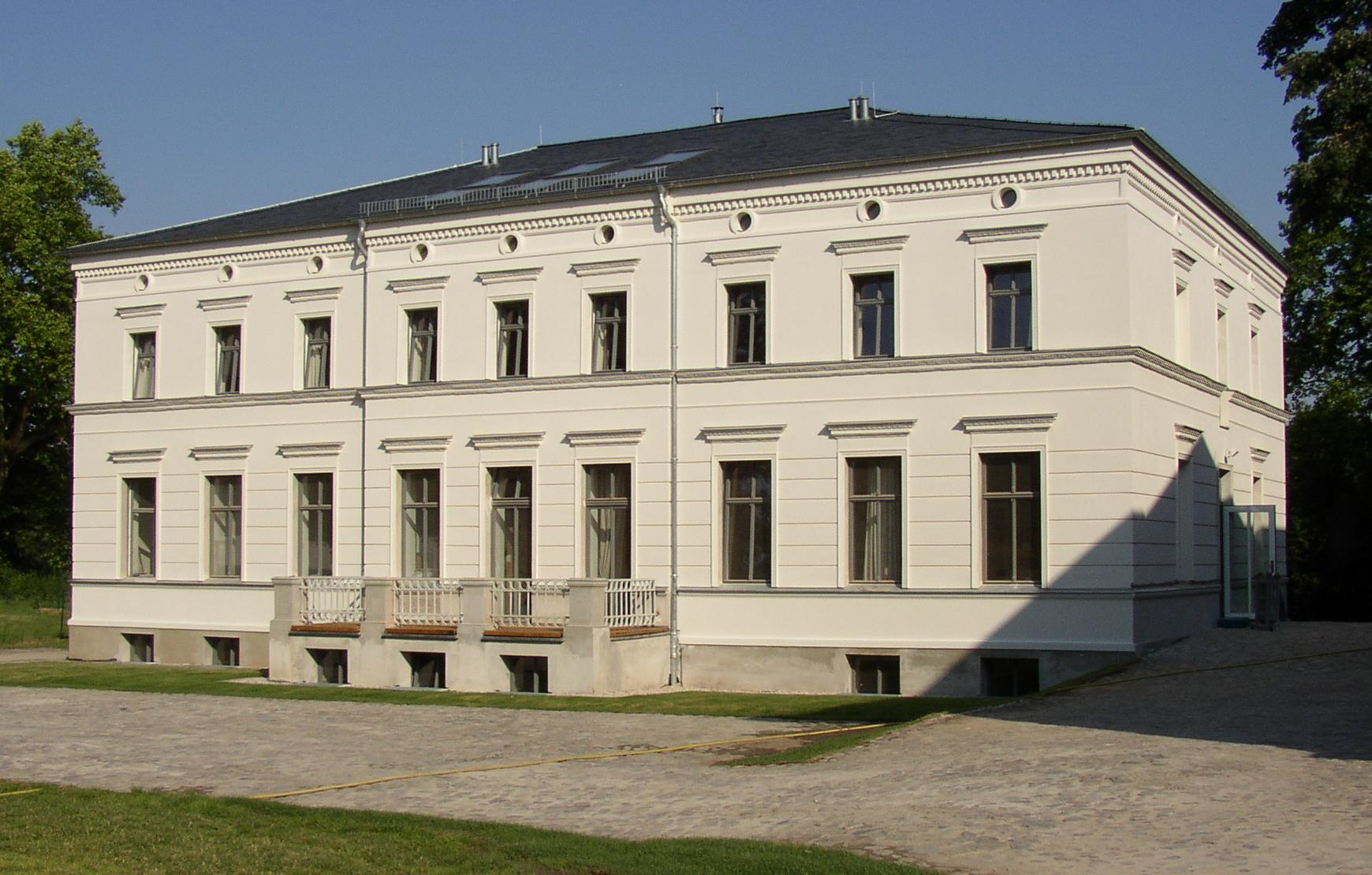
Logierhaus
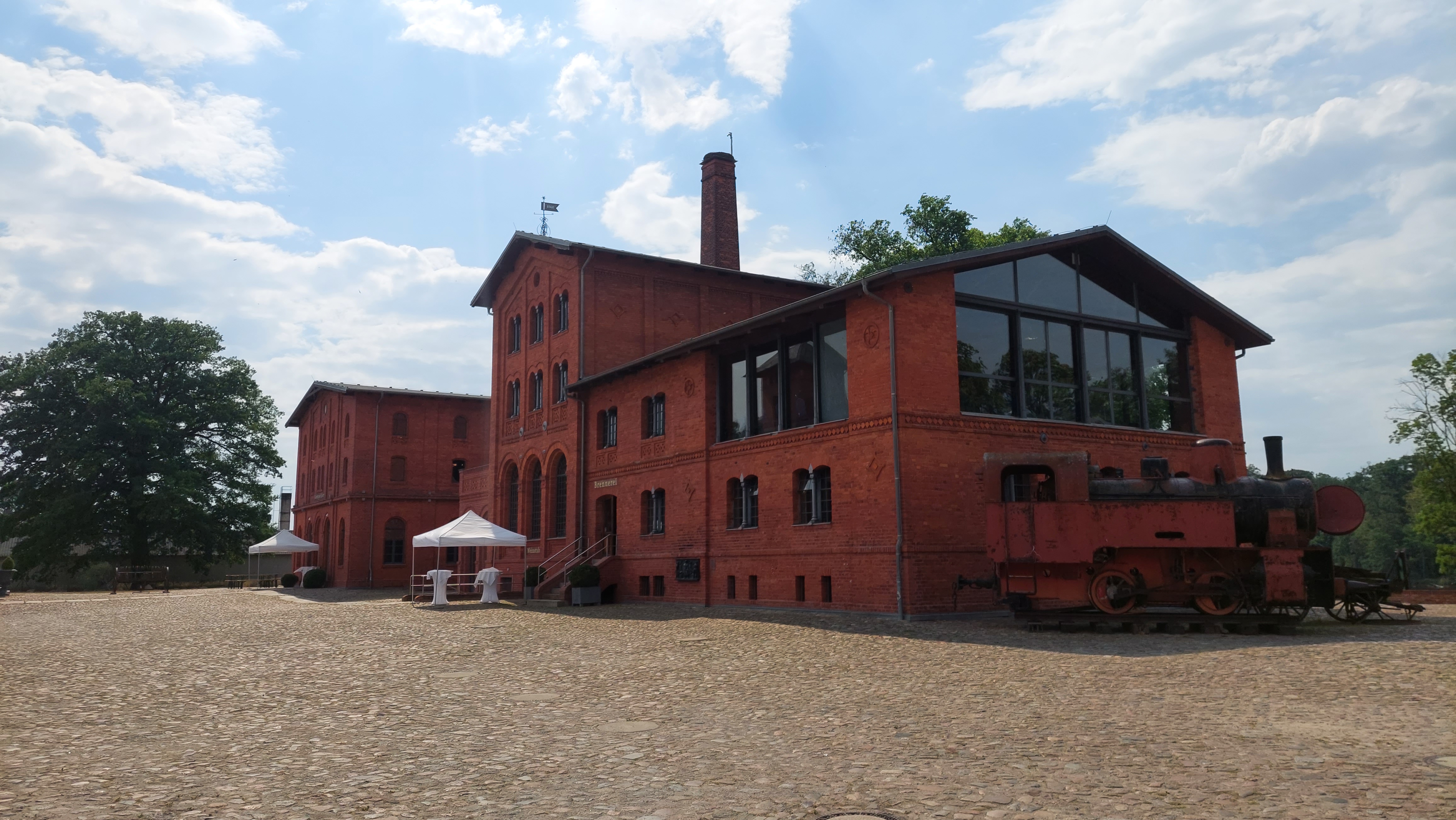
Brennerei
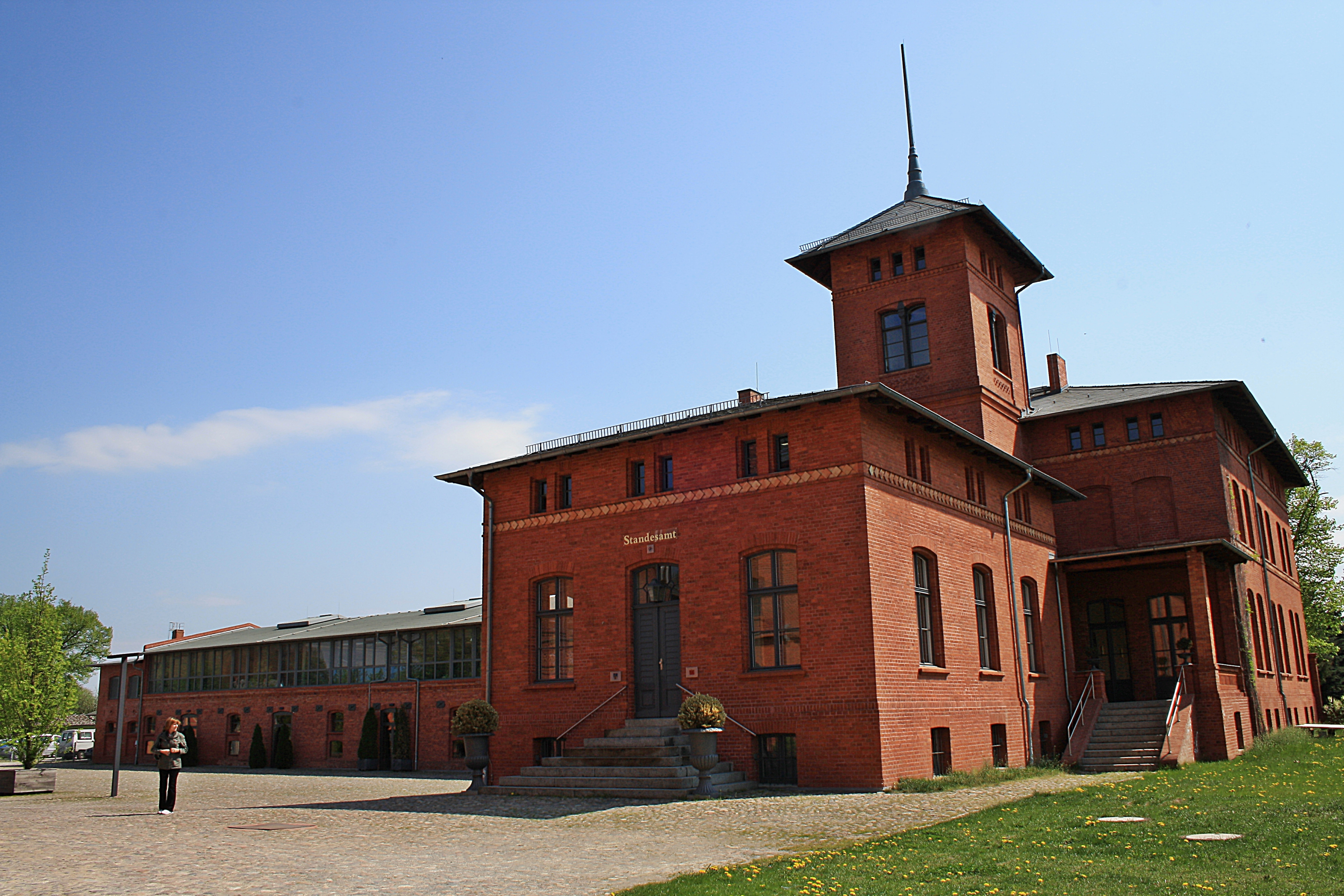
Inspektorenhaus
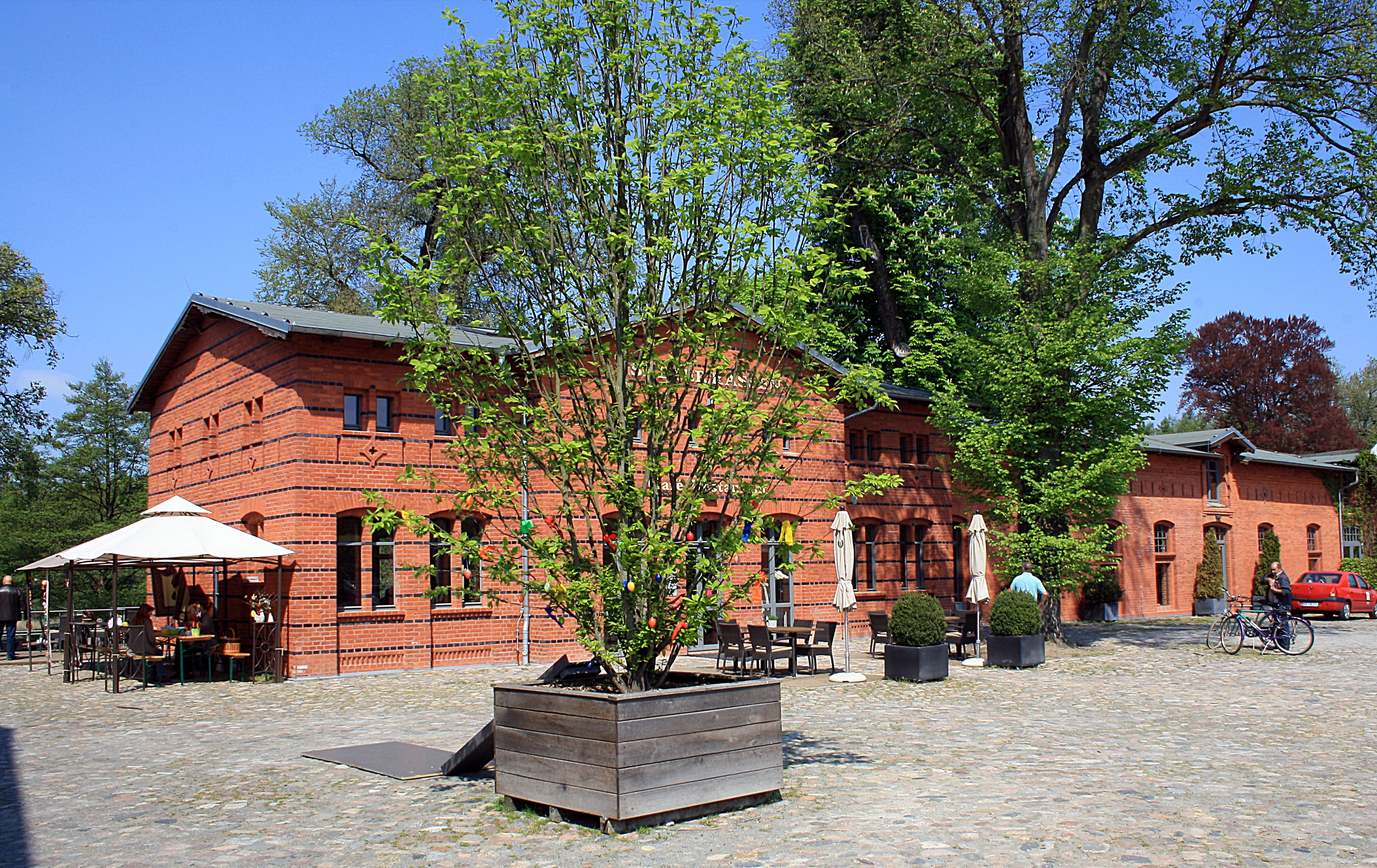
Ehemaliges Stallgebäude
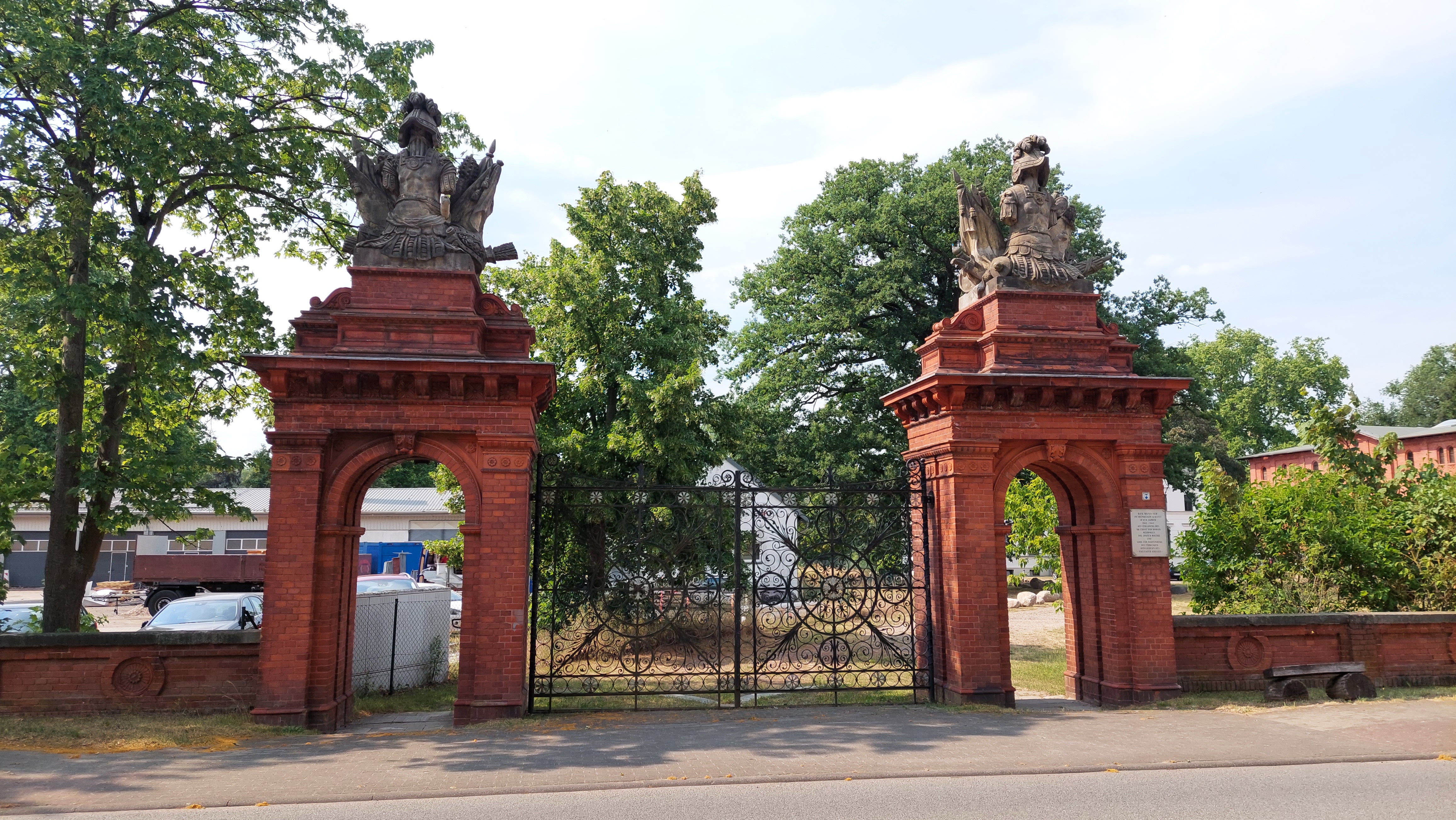
Portal
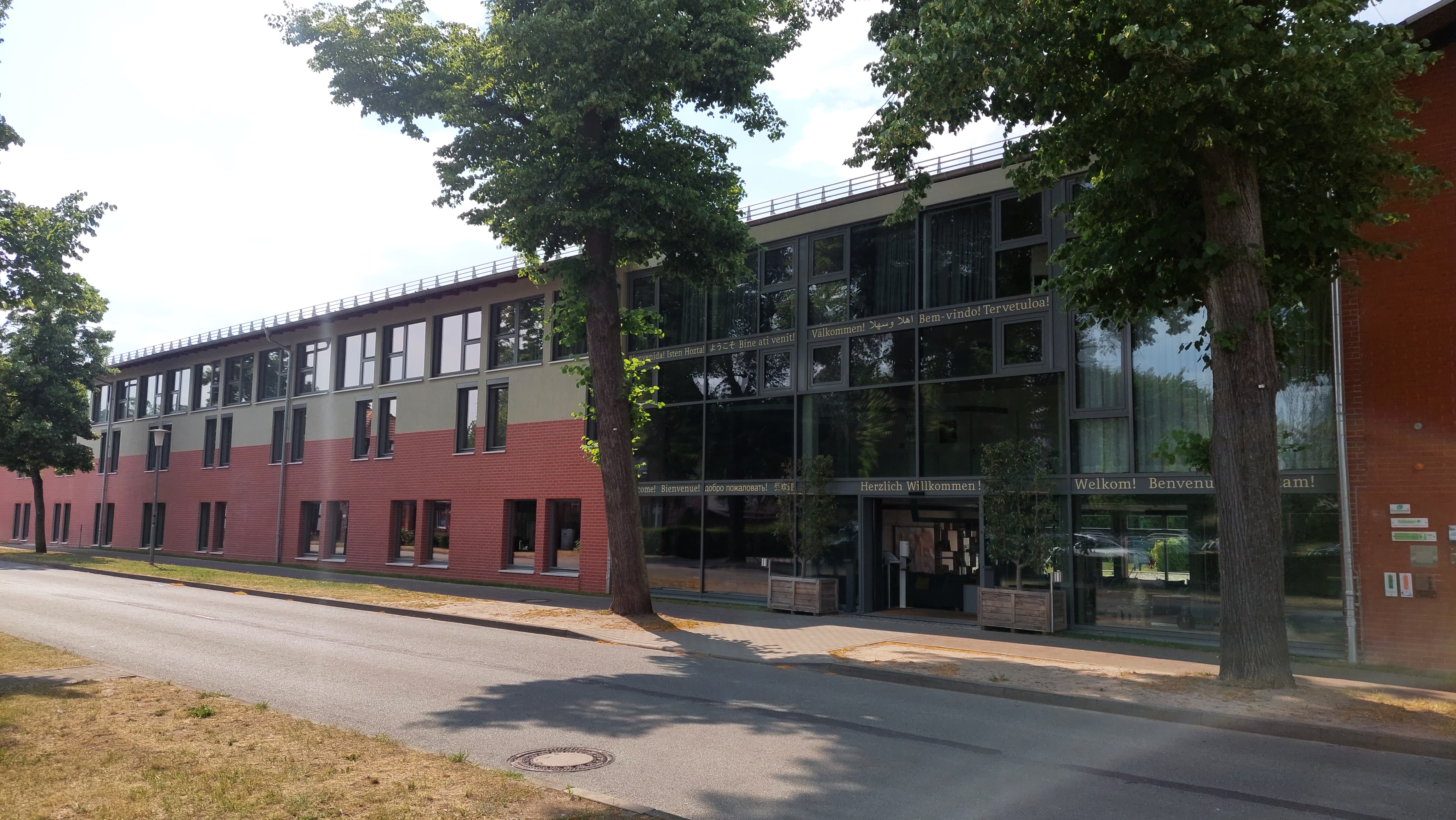
Hotelgebäude (Neubau) an der Behnitzer Dorfstraße
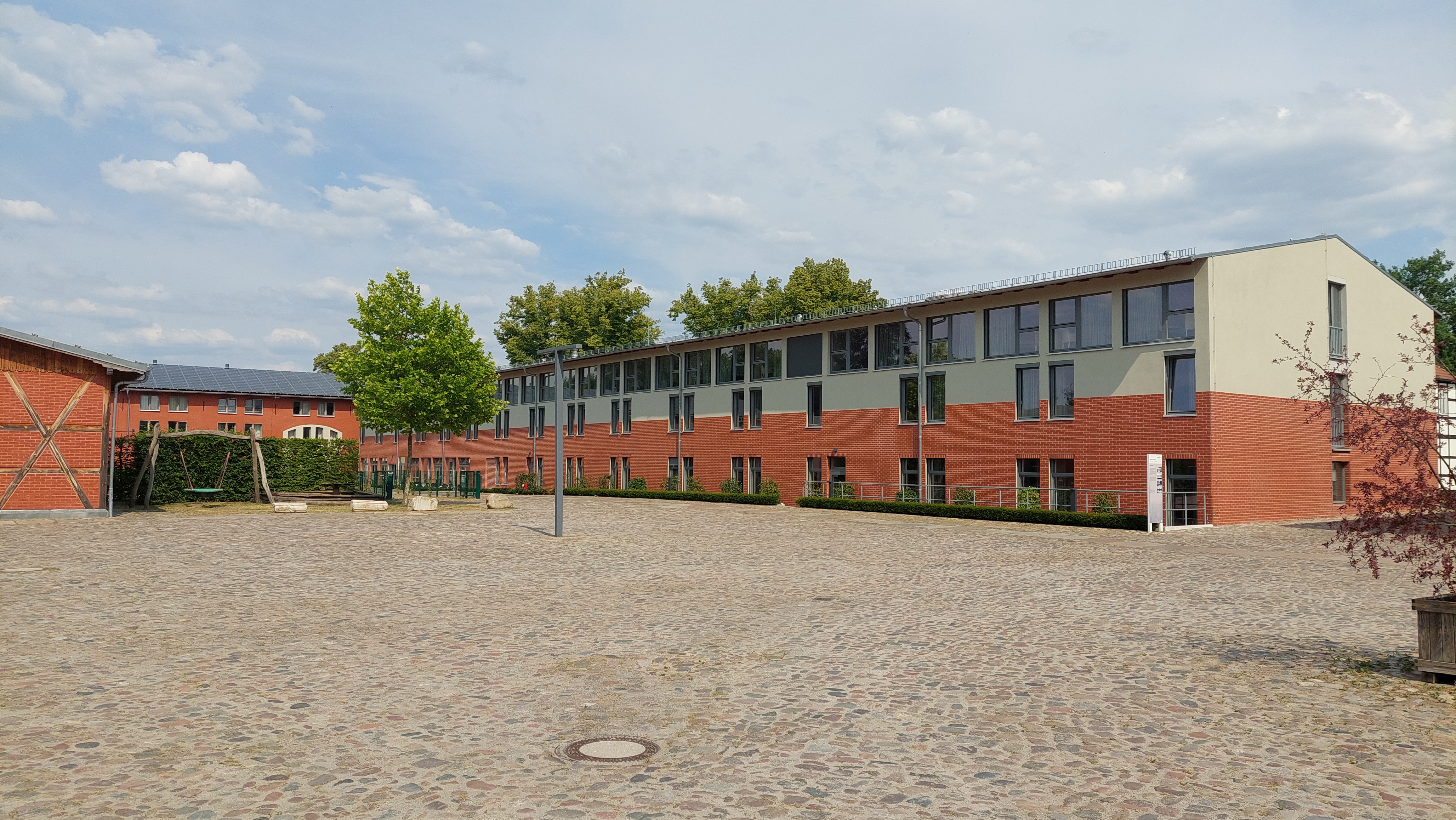
Hotelgebäude (Neubau) hofseitig

## Sonstiges
- Einige Außenaufnahmen zu Gustaf Gründgens Film Zwei Welten entstanden um 1939 auf dem Gutshof.